# Хамфрис, Кейли
Ке́йли Ха́мфрис (англ. Kaillie Humphries; в девичестве — Симундсон (англ. Simundson); род. 4 сентября 1985, Калгари, Альберта) — американская бобслеистка, до 2019 года выступавшая за Канаду, трёхкратная олимпийская чемпионка (2010, 2014 и 2022), пятикратная чемпионка мира. Вместе с Хезер Мойс является обладателем первой золотой награды, завоёванной сборной Канады на Олимпийских играх 2010 года. Первая в истории чемпионка мира и олимпийская чемпионка в дисциплине монобоб.

## Карьера
Кейли начала заниматься бобслеем в 2004 годом, когда ей было 19 лет. Первые 4 года в спорте она была разгоняющей на Кубке мира. Кульминацией выступлений стал вызов в 2006 в олимпийскую сборную на Игры в Турине, однако в итоге на самих Играх Кейли не выступала, оставшись запасной.
После выступления в качестве разгоняющей в 2006—2007 годах, Кейли быстро стала одной из лучших женщин-пилотов в бобслее. И в 2010 году стала первой канадской олимпийской чемпионкой в бобслее, став самой молодой канадской Олимпийской чемпионкой (24 года). В 2012 году вошла в историю как первая канадская спортсменка, выигравшая чемпионат мира.
В 2006—2007 была безоговорочным лидером на Кубке Европы, выиграв в четырёх гонках, на чемпионате мира среди юниоров заняла второе место.
В 2008 году на чемпионате мира получила бронзовую медаль.

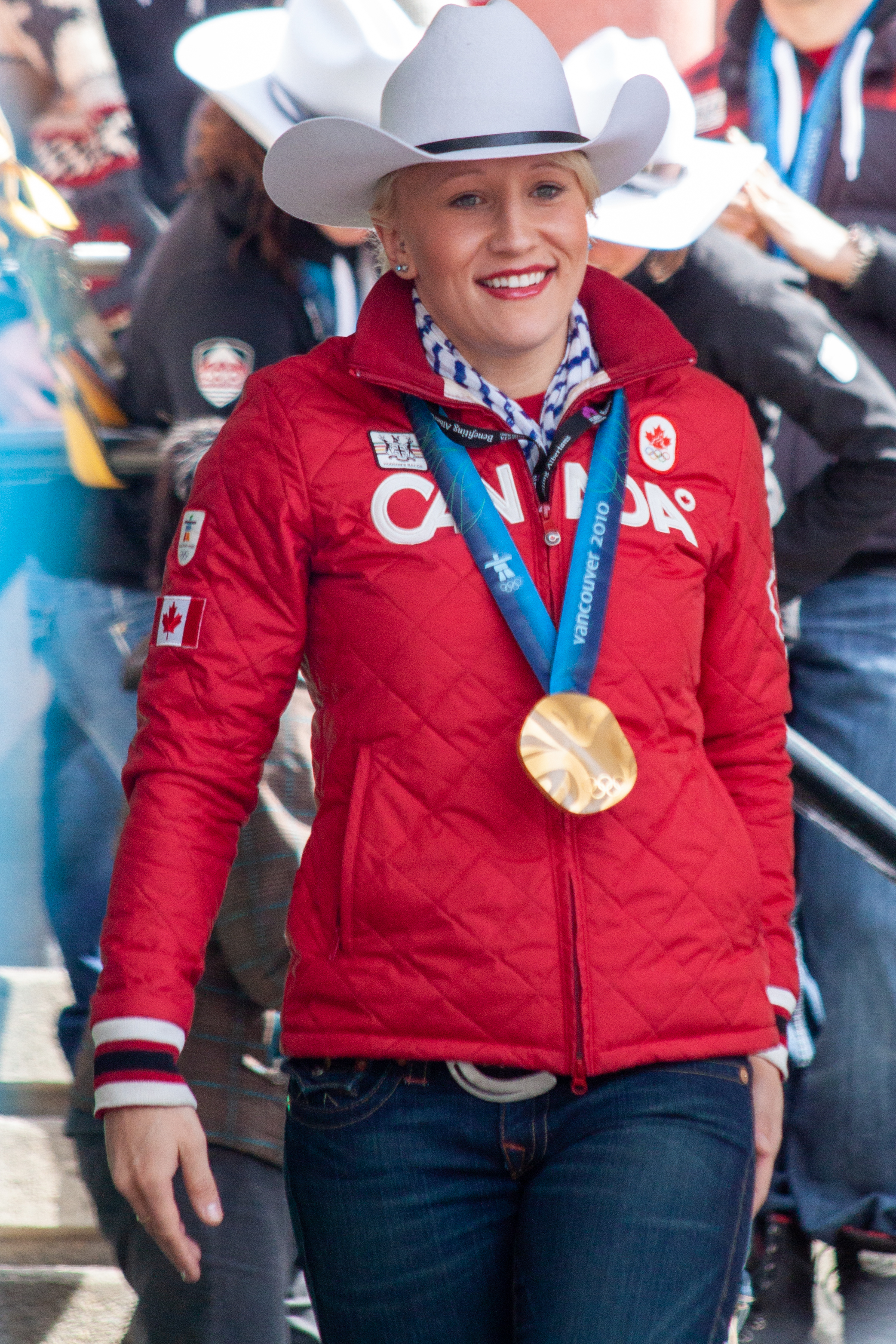
Хамфрис со своей золотой олимпийской медалью 2010 года

В 2010 году (всего во втором сезоне в качестве пилота) завоевала две серебряные медали. На Олимпийских играх 2010 года в Ванкувере выступала вместе с разгоняющей Хезер Мойс и выиграла три первых заезда, а в четвёртом показала второе время, уверенно завоевав золотую медаль на домашней трассе в Санном центре Уистлера. Экипаж канадки Хелен Аппертон, занявшей второе место, отстал на 0,85 сек по итогам 4 заездов.
В 2012 году с разгоняющей Дженнифер Чокетти выиграла чемпионат мира.
Сезон 2012—2013 Кейли начала новый сезон с 5 побед подряд с Челси Валуа в качестве разгоняющей. Этот успех продолжился на Чемпионате Мира 2013 в Санкт-Морице. С рекордом трассы она подтвердила звание Чемпиона Мира. Это была её 12 подряд победа на соревнованиях FIBT. Кубок мира 2012/13 Кейли завоевала, финишировав третьей на этапе в Сочи на трассе «Санки».
На Олимпийских играх в Сочи Хамфрис вместе с Хезер Мойс стала двукратной олимпийской чемпионкой. Перед последним заездом лидировал американский экипаж Эланы Майерс и Лорин Уильямс (Уильямс могла стать первой в истории женщиной — чемпионкой летних и зимних Игр в разных видах спорта), но Хамфрис и Мойс выиграли последний заезд и опередили американок на 0,10 сек по итогам 4 заездов.
В декабре 2014 года получила премию лучшему канадскому спортсмену имени Лу Марша.
На Олимпийских играх 2018 года заняла третье место (с разгоняющей Филисией Джордж), уступив немецкому экипажу Мариамы Яманки и американскому экипажу Эланы Майерс. Бывшая разгоняющая Хамфрис Хезер Мойс выступала с пилотом Алисией Рисслинг и заняла шестое место.
В 2019 году из-за конфликта с канадской федерацией Хамфрис начала выступать за сборную США. В 2020 году выиграла золото чемпионата мира в Альтенберге вместе с разгоняющей Лорен Гиббс (ранее выступавшей с Эланой Майерс), а в 2021 году повторила свой успех на чемпионате мира в Альтенберге, на этот раз с разгоняющей Лоло Джонс. Лучший из канадских экипажей занял 9-е место.
На Олимпийских играх 2022 года выиграла золото в дисциплине монобоб, показав лучший результат в 3 из 4 заездов. В двойках заняла седьмое место (с разгоняющей Кейшей Лав).

### Выступления на Олимпийских играх
| Олимпийские игры | Возраст | Команда | Двойки | Монобоб |
| ---------------- | ------- | ------- | ------ | ------- |
| 2010 Ванкувер    | 24      | Канада  | 1      | н/д     |
| 2014 Сочи        | 28      | Канада  | 1      | н/д     |
| 2018 Пхёнчхан    | 32      | Канада  | 3      | н/д     |
| 2022 Пекин       | 36      | США     | 7      | 1       |

## Личная жизнь
Была замужем за британским и канадским бобслеистом Дэном Хамфрисом (род. 1979), разгоняющим в четвёрке Линдона Раша. Дэн и Кейли развелись перед Олимпийскими играми 2014 года, но Кейли решила оставить фамилию бывшего мужа.
В сентябре 2019 года в Калифорнии вышла замуж за бывшего американского бобслеиста Трэвиса Армбрустера (англ. Travis Armbruster).
Во время перерывов между соревнованиями занимается благотворительностью. Во время рождественских каникул Кейли и её семья помогают кормить бездомных .
В начальных школах рассказывает ученикам о важности постановки и осуществления целей и отказа от допинга.